# Jean-Yves Jung

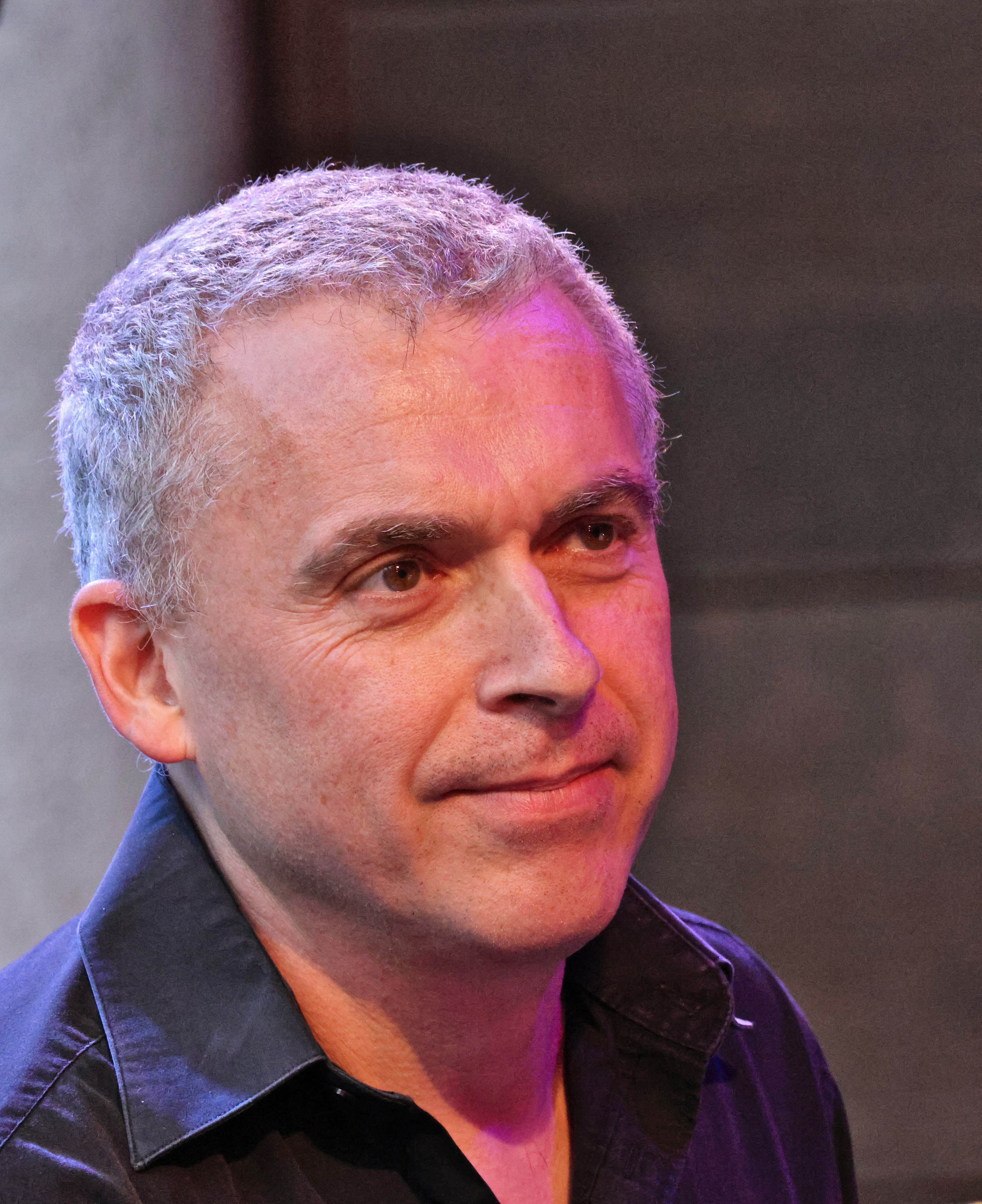
Jean-Yves Jung (2024)

Jean-Yves Jung (* 1969 in Frankreich) ist ein französischer Jazzmusiker (Orgel, Piano, Komposition).

## Wirken
Jung ist als Musiker Autodidakt. Er spielte abends Konzerte, um sich so sein Physikstudium an der Universität zu finanzieren, bis er nach Abschluss des Studiums 1992 den Schritt zum Profimusiker machte. In Paris studierte er Komposition und nahm Klavierunterricht bei Bojan Zulfikarpašić. Neben internationalen Auftritten mit dem Quartett von Biréli Lagrène war er an Aufnahmen und Tourneen mit Billy Cobhams Higher Ground beteiligt. Er arbeitete weiterhin mit Philip Catherine, André Ceccarelli, Sylvain Luc, Bobby Martinez, Dee Dee Bridgewater, Manu Pekar, Tony Lakatos, der Paris Jazz Big Band, Howard Alden, Steve Ellington, Jimmy Woode, Keith Copeland, Nat Reeves, Christian Escoudé oder Maxime Bender. Er trat auf internationalen Festivals auf wie in Rom, Bergen, Nizza und Paris. Mit dem Gitarristen Brian Seeger und dem Schlagzeuger Paul Wiltgen spielt er im Organic Trio (Home Remembered 2013). Er ist zudem auf Alben von Marcel Loeffler, Susan Weinert, Nicole Metzger, Uli Schiffelholz, Valentín Garvie und Pierre Bertrand zu hören.